# قرن 12 هـ
القرن الثاني عشر الهجري في التقويم الإسلامي أو التقويم الهجري هو القرن الذي يطابق ما بين السنوات من 1688 إلى 1784 للميلاد.

## أحداث
- بداية حكم آل خليفة للبحرين عام 1197هـ

## مواليد
- مولد محمد بن أحمد السفاريني عام 1114 هـ
- مولد محمد بن عبد الوهاب عام 1115 هـ
- مولد الشوكاني عام 1173 هـ
- مولد عبد الرحمن بن حسن آل الشيخ عام 1193 هـ
- مولد عثمان بن بشر عام 1194 هـ
- مولد ابن عابدين عام 1198 هـ

## وفيات
- وفاة محمد بن أحمد السفاريني عام 1188 هـ